# Ascorhynchus levissimus
Ascorhynchus levissimus är en havsspindelart som beskrevs av Loman, J.C.C. 1908. Ascorhynchus levissimus ingår i släktet Ascorhynchus och familjen Ammotheidae. Inga underarter finns listade i Catalogue of Life.